# Viluste
Viluste är en ort i Estland. Den ligger i Veriora kommun och landskapet Põlvamaa, i den sydöstra delen av landet, 220 km sydost om huvudstaden Tallinn. Viluste ligger 60 meter över havet och antalet invånare är 124.
Terrängen runt Viluste är platt. Runt Viluste är det glesbefolkat, med 8 invånare per kvadratkilometer. Närmaste större samhälle är Põlva, 17,4 km nordväst om Viluste. I omgivningarna runt Viluste växer i huvudsak blandskog.